# Orthonevra weemsi
Orthonevra weemsi är en tvåvingeart som först beskrevs av Sedman 1966.  Orthonevra weemsi ingår i släktet glansblomflugor, och familjen blomflugor. Inga underarter finns listade i Catalogue of Life.